# Heinrich Hermanns
Heinrich Hermanns (né le 19 mai 1862 à Düsseldorf, mort le 21 décembre 1942 dans la même ville) est un peintre et lithographe allemand.

## Biographie
Il quitte le Städtischen Realgymnasium (de) en 1883 et étudie de 1883 à 1893 à l'académie des beaux-arts de Düsseldorf, où il est l'élève d'Eugen Dücker (1886-1887), Heinrich Lauenstein, Georg Heinrich Crola et Peter Janssen. En 1889, en réaction à la politique de l'exposition de l'association d'art pour la Rhénanie et Westphalie (de), Hermanns, Olof Jernberg, Eugen Kampf et Helmuth Liesegang fondent le « Lucas-Club » qui s'inspire de l'École de La Haye et de l'École de Barbizon. En 1891, le « Lucas-Club » rejoint la fédération de l'Association libre des artistes de Düsseldorf puis se sépare en 1899.
Hermanns a développé une prédilection particulière pour les paysages de la Hollande, de l'ouest et du nord-ouest de l'Allemagne, qu'il peint avec une large application de couleurs. Hermanns fait de longs voyages d'étude en Italie (nord de l'Italie, en particulier le lac de Garde, Naples et Sicile), en France, en Espagne et aux Pays-Bas (surtout Amsterdam et d'autres villes en Hollande). Dans les travaux ultérieurs, il se tourne de plus en plus vers la peinture architecturale (paysages urbains et intérieurs), utilisant souvent l'aquarelle et cherchant moins à refléter les détails architecturaux que les humeurs de la lumière et de l'atmosphère. Jusqu'aux années 1930, Hermanns expose dans de grandes expositions d'art allemand (Palais des glaces de Munich 1889, 1891 ; Grande exposition d'art de Berlin 1893–1918 ; Grande exposition d'art NRW de Düsseldorf (de) 1932). Hermanns est membre de l'association d'artistes Malkasten de 1891 à 1913 et de 1930 à 1942. En 1900, Hermanns est nommé par Wilhelm Schäfer au comité consultatif artistique du magazine culturel Die Rheinlande.